# Tokio Hotel
Tokio Hotel (ustanovljen pod imenom Devilish) je nemška pop-rock/alternativna skupina ki prihaja iz Magdeburga.

## Zasedba
- Bill Kaulitz (* 1. september 1989), vokal
- Tom Kaulitz (* 1. september 1989), kitara
- Georg Listing (* 31. marec 1987), bas kitara
- Gustav Schäfer (* 8. september 1988), bobni

## Zgodovina skupine

### Nastanek (2001 - 2004)
Dvojčka Bill in Tom Kaulitz, vokalist in glavni kitarist, sta nastopala in ustvarjala svojo glasbo že v svojem zgodnjem otroštvu. Z nastopanjem in igranjem v svojem rojstnem kraju Magdeburgu, sta spoznala bobnarja Gustava Schäferja in basista Georga Listinga. Leta 2001 so skupaj ustvarili skupino imenovano Devilish (Vražji). Glasbeni producent Peter Hoffmann je v letu 2003 razkril talent skupine v oddaji Kinder-Star Search (Iskanje otroških zvezd), ki se je je udeležil Bill in jim je uspel podpisati pogodbo z založnikom Sony BMG. Prav tako je dobil Davida Josta in Pata Benznerja v svojo produkcijsko in avtorsko ekipo in tako omogočil skupini vokalno in inštrumentalno poučevanje. Tik pred izidom prvega singla je Sony prekinil pogodbo. Leta 2005 so podpisali pogodbo z Universal Music Group. Tako so leta 2005 izdali svoj prvi album Schrei.

### Schrei(2005 - 2006)
Pod okvirom in marketinškim planom Universal Music Group so se Tokio Hotel z njihovim prvim singlom »Durch den Monsun« (Skozi monsun) povzpeli na prva mesta mnogih lestvic v Nemčiji ter Avstriji. Njihov drugi singel »Schrei« (Kriči) je bil deležen podobnega uspeha. Oba singla sta bila napisana izpod rok takrat 15 letnega pevca Billa Kaulitza s pomočjo skupine talentiranih producentov: Peter Hoffmann, David Jost, Pat Benzer in Dave Roth. Njihov debutni album Schrei je izšel 19. septembra 2005 in je bil certificiran z 3x zlatom od BVMI za prodanih več kot 300.000 cd kopij v Nemčiji. Tretji ter četrti singel »Rette mich« (Reši me) in »Der letzte tag« (Zadnji dan) sta bila prav tako uvrščena na prva mesta. Čerti singel je vseboval skladbo "Wir schließen uns ein«, po kateri je bil posnet tudi videospot.

### Zimmer 483(2007 - 2008)
Prvi singl "Übers Ende der Welt" (Proti vsemu svetu) iz njihove druge plošče »Zimmer 483« (Soba 483), ki je kasneje izšel v angleščini pod imenom Ready,set go je bil izdan 26. januarja 2007, ter ponovno zasedel prva mesta v Nemčiji in Avstriji. Album Zimmer 483 je v Nemčiji izšel 23. Januarja 2007, tudi v deluxe verziji v kateri je dodan DVD. Drugi singel »Spring Nicht« (Ne skoči) je svet ugledal 7. aprila. Tretji singel "An deiner Seite (Ich bin da)" (Ob tebi), je bil izdan 16 Novembra, kateri je vseboval novo skladbo z videospotom »1000 Meere« (1000 oceanov). Aprila so izdali četrti singel »Heilig« (Sveti). Zaradi zelo tesnih urnikov pa videospot zanj ni bil nikoli posnet.

### Scream(2007 - 2008)
Obdobje Zimmer 483 ter Scream je bilo za Tokio Hotel zlato leto. Zaradi nepričakovanega uspeha v drugih državah kljub skladbam napisanih v nemškem jeziku je prvi angleški studijski album izšel 4. junija 2007 po celi Evropi. V Nemčiji je album izšel pod naslovom Room 483. Scream vsebuje angleške verzije posebej izbranih skladb iz prejšnih (nemških) albumov Schrei in Zimmer 483. Monsoon (angleška verzija Durch den Monsun) je bil prvi singel albuma. Ready, set, go (angleška verzija Ubers ende der welt) je bil izdan kot drugi singel, ter Don't jump (Spring nicht) kot tretji singel. Videospot za Scream (angleško različico 2005 hita Schrei) je bil posnet in izdan v Itunes trgovini na zečetku Marca 2008.
"Ready, set, go"  singel je v Angliji izšel 27 Avgusta 2007, povzpel se je na 77 mesto na angleških lestvicah. 19. junija 2007 so v Angliji imeli prvi koncert.
Prvega novembra 2007 so se udeležili MTV Europe Music Awards in zmagali v kategoriji Best InterAct. Na omenjenih nagradah so predstavili njihov hit Monsoon, kateri je »sezul« čevlje vsem dvomljivcem.
Prvi singel v Ameriki je izšel pod preprostim imenom »Tokio Hotel« v drugem delu leta 2007. Singel vsebuje skladbi "Scream" in "Ready, set, go" ter je bil na voljo izključno v Hot Topic trgovinah po Ameriki. Drugi singel »Scream America«, 11. December 2007 vsebuje skladbi "Scream" in "Ready, set, go" remix od AFI's Jade Puget.
Februarja 2008 so Tokio Hotel imeli prvo mini turnejo po Ameriki, 5 datumov, začetek v Kanadi, končali so v New Yorku. Album Scream je v Kanadi izšel 26. Marca, v Ameriki pa 6. Maja.
Evropska turneja »1000 Hotels« se je začela 3. marca 2008 v Bruslju ter se nadeljevala Nizozemski, Luksenburgu, Franciji, Španiji, Portugalski, Italiji,.. in je bila predvidena do 9 aprila. V Marseillu (Francija) je Bill imel težave z glasilkami, katere so povzročile, da so namesto predvidenih 21 skladb, odpeli le 16 skladb s pomočjo oboževalcev. Bill se je v nemščini opravičil za njegovo slabo petje in povedal, da je bolan. Dva dni zatem so odpovedali koncert v Lizboni nekaj minut pred začetkom ter odpovedali celotno 1000 Hotels turnejo (tudi datum v Sloveniji). Njihov menedžer je povedal da mora Bill Kaulitz na nujno operacijo glasilk. 30. marca so mu odstranili cisto iz glasilk katera je bila rezultat nepozravljenega vnetega grla. Po operaciji Bill ni smel govoriti 12 dni nato pa je imel 4 tedne vokalne rehabilitacije. Če bi Bill kljub temu nadeljeval turnejo, bi njegov glas bil trajno poškodovan. Maja 2008 so začeli ponovno nastopati in nadaljevali z 1000 Hotels turnejo a slovenskega datuma niso obnovili (kljub razprodani dvorani). 
Tokio Hotel so avgusta in oktobra odigrali nekaj koncertov v Ameriki. Decembra 2008 je izšel DVD, imenoval Tokio Hotel TV – Caught on Camera, ki vsebuje posnetke iz zakulisja ter disk z naslovom History – The very best of Tokio Hotel TV, deluxe izdaja pa vsebuje še en disk Future – The road to the new album, ki prikazuje promocije ter priprave na njihov tretji studijski album.

### Humanoid(2009 – 2012)
Med Ameriško turnejo so se vrnili nazaj v Hamburg v njihov studio, da bi posneli tretji album imenovan Humanoid, izdan 2. oktobra v Nemčiji ter 6. oktobra 2009 v ZDA. Album je posnet v obeh jezikih – nemščini in angleščini, ki sta bili izdani po celem svetu. Na deluxe različicicah je dodanih 5 novih skladbe: Alien, Phantomrider, That day, Screamin' in Down on you. 
Prvi singel je bil Automatisch/Automatic, drugi pa World behind my wall/Lass uns laufen. Na Humanoid city turnejo po 32 mestih v Evropi so se podali v obdobju od 22. februarja do 14. aprila 2010.
Junija 2010 je bil izdan videospot »v živo« Dark side of the sun. Julija pa so izdali njihov drugi live (v živo) album iz Milana, Italija. Nova skladba »Hurricanes and Suns« je bila premierno predstavljena na Grškem radiu  - bonus skladba na novem »Best of« albumu, ki vsebuje njihove največje hite iz preteklosti. Na omenjenem albumu je tudi »Mädchen aus dem All« - prva skladba, ki jo je band posnel v studiu. »Best of« je bil izdal 13. Decembra 2010 v Nemčiji, naslednji dan pa po celem svetu. 
Prvi koncert v Aziji so imeli v Singapurju. Nastopali so tudi v Izraelu, Maleziji in Tajvanu. Nekaj mesecev pozneje so se vrnili nazaj v Malezijo za MTV World stage Live in Malaysia 2010. Decembra 2010 so prvič nastopali v Tokyu. Nazaj v Japonsko so se vrnili Februarja 2011 za promocijo turneje, kateri so sledili mnogi intervjuji in TV nastopi. 
Aprila 2011 so osvojili Fan Army FTW nagrado na MTV O music Awards – prvo podelitev nagrad na spletu.
Junija 2011 so nastopali na Japonskem za »The next premium night Tokio Hotel in Tokyo«. Sponzor: Audi A1. To je bil njihov prvi akustični nastop v Japonski. Tokio Hotel so nastopali tudi na MTV VMA Japonska. Oddaja je potekala za zbiranje denarja za Japonski Rdeči križ zaradi nastanka škode, ki ga je povzročil hud potres.
Po koncu Humanoid city turneje sta se Kaulitz dvojčka zaradi prevelikega pritiska in negativnih strani slave preselila v Los Angeles z njihovim menedžerjem. Los Angeles je še danes njun dom.
Maja 2012 je Far East Movement izdal album »Dirty Bass« ki vsebuje skladbo »If I die tomorrow« z Billovimi vokali.

### Kings of Suburbia(2013 - 2015)
Zaradi želje po zasebnem življenju, osebnih problemih in željni novi svobodi so se Tokio Hotel odmaknili izpod žarometov za nekaj let. Po dolgem premoru so naznanili nov album leta 2013. Zaradi nove inspiracije pa ni nikoli izšel. Čerti studijski album je z novim stilom svet ugledal naslednje leto 3. oktobra 2014 z naslovom »Kings of Suburbia«. Navdih: nova svoboda in nočno življenje v Los Angelesu. Omenjeni album je prvi album kateri je v celoti narejen in produciran izpod rok Toma Kaulitza. Pred izdajo albuma so izšli trije videospoti za skladbe "Run, run, run", "Girl got a gun" in "Love who loves you back". Album je bil izdan v 3 različicah (standard, deluxe, super deluxe) in pristal na prvih mestih po prodaji v 30 državah (prvo mesto tudi v iTunes Slovenija). Deluxe verzija ima 4 dodatne skladbe: "Masquerade", "The heart get no sleep", "Dancing in the dark", "Great day" ter dodaten cd v katerem je pojasnjen njihov premor. Kelly Clarkson je posnela cover za balado "Run,Run,Run".
Prvi nastop po dolgih letih s skladbo Love who loves you back je bil na nemški »Wetten dass« oddaji, prvi akustični mini koncert (4 skladbe) pa na radiu SAW. S promocijo albuma so nadeljevali v Nemčiji, Franciji, Mehiki in Ameriki. Prvi singel »Love who loves you back« je bil izdal le za promocijo. Tokio Hotel so naznanili novo turnejo imenovano »Feel it all world tour«. Leta 2014 se je vrnil tudi Tokio Hotel TV na njihovem uradnem Youtube portalu. 
Prvi del turneje se je začel v Evropi, 6. marca 2015. Kmalu po koncu prvega dela je izšel njihov drugi uradni singel »Feel it all«, ki vsebuje 3 verzije Feel it all pesmi ter 2 verziji Love who loves you back. Izdan je bil tudi (šokanten) videospot za Feel it all. 
Drugi del turneje se je nadeljeval v Ameriki, tretji pa v Južni Ameriki. V Mehiki je Durch den Monsun/Monsoon (prva Tokio Hotel skladba, ki je bila odskočna deska za slavo, ki si je niso nikoli predstavljali) dopolnil 10 let. Feel it all turnejo so zaključili z obiskom 19 mest v Rusiji. Novembra 2015 pa so v Moskvi zaključili uspešno turnejo. Seznam skladb za "FIA tour" je vseboval skoraj vse pesmi iz novega albuma, stari klasiki Rescue me in Durch den Monsun/Monsoon ter nekaj starejših hitov: Darkside of the sun, Noise, Screamin'.
Po turneji so se Tokio Hotel odpravili na počitek. Januarja 2016 so naznanili, da ustvarjajo nov album v Berlinu. Bill Kaulitz je medtem izdal svoj prvi samostojni EP "I'm not OK".      

### Dream Machine(2017)
Konec leta 2016 je skupina naznanila novo turnejo in album pod imenom "Dream Machine" ter izdala prvi dve skladbi iz novega albuma "Something new" in "What if" za keteri sta bila posneta tudi video spota. Skupina ni več pod Universal music group ampak je podpisala pogodbo z založbo Starwatch Music. Dream Machine je bil izdan 3. Marca v 3 različicah (standard, limited deluxe box in vinyl box) z novo turnejo pa so začeli 12. Marca v Londonu.   

## Ostali podvigi:
- Janurja 2012 se je Bill Kaulitz v sodelovanju z dvojčkoma Dean in Dan Caten, Dsquared podal po modni pisti na modnem dogodku v Milanu. Bill je odprl in zaprl Dsquared modno revijo za moško modo Jesen/zima 2010.
- Audi je k sodelovanju povabil Toma in Billa, da bi sodelovala v njihovi novi oglaševalski kampanji, ki bi pritegnila mlajše generacije. Posneli so reklamo ter epizodo za Tokio Hotel TV.
- Bill&Tom Kaulitz sta sodelovala v PETA kampanji proti mučenju živali.
- Avgusta 2010 je Tom Kaulitz posnel reklamo za Reebok znamko čevljev ter podpisal pogodbo z Reebok.
- Bil&Tom sta izdala mobilno aplikacijo »BTK Twins« za Android 19. decembra 2011 in za IOS 16. januarja 2012, da bi ostala v stiku s fani. Novembra 2013 je bila aplikacija odstranjena zaradi prihajajočega novega albuma.
- Bill&Tom Kaulitz sta se preizkusila kot sodnika v deseti sezone oddaje DSDS – "Deutschland sucht den Superstar", ki se je začela 5. januarja in končala 11. maja 2013.
- Bill je leta 2016 začel s svojim samostojnim projektom "Billy" ter izdal EP, knjigo in začel s svojo modno kolekcijo.

## Diskografija

### Albumi
- Schrei (2005)
- Schrei (So Laut Du Kannst) (2006)
- Zimmer 483 (2007)
- Zimmer 483 - Live in Europe (2007)
- Scream (2007)
- Humanoid (2 verziji, angleško in nemška) (2009)
- Humanoid city Live (2010)
- Kings Of Suburbia (2014)
- Dream Machine (2017)

### Singli in EP-ji
- Durch den Monsun (2005)
- Schrei (2005)
- Leb' die Sekunde (2005)
- Rette Mich (2006)
- Der Letzte Tag (2006)
- Wir Schlissen Uns Ein (2006)
- Ubers Ende Der Welt (2007)
- Spring Nicht (2007)
- An Deiner Seite (Ich bin da) (2007)
- Ready, set, go (2007)
- Monsoon (2007)
- By your side (samo za promocijo) (2007)
- Scream America (2007)
- Scream (2007)
- Heilig (2008)
- Don't jump (2008)
- Automatic/ Automatisch (2009)
- World behind my wall/ Lass uns Laufen (2010)
- Darkside of the Sun (2011)
- Love Who Loves You Back (samo za promocijo) (2014)
- Feel it all (2015)

### DVD-ji
- Leb die Sekunde: Behind the Scenes (2005)
- Schrei Live (2006)
- Zimmer 483 live in Europe (2007)
- Caught On Camera (2008)
- Humanoid City Live (2010)

### Drugo
- Instant Karma (cover) (2006)
- Best of (angleško in nemška verzija) (2010)
- Strange ft. Kerli (2010)
- If I Die Tomorrow ft. Far East Movement (2012)
- I am ft. Rock Mafia, Wyclef Jean, David Correy (2014)
- Billy - I'm not ok EP

## Turneje
| Ime:                           | Čas:                    | Število koncertov: | Število držav: |
| ------------------------------ | ----------------------- | ------------------ | -------------- |
| Schrei Evropska turneja        | 24.11.2005 - 28.11.2006 | 61                 | 5              |
| Zimmer 483 Evropa + Izrael     | 16.3.2007 - 4.11.2007   | 55                 | 18 + 1         |
| 1000 Hotels Svetovna turneja   | 9.2.2008 - 5.12.2008    | 50                 | 19             |
| Humanoid City Svetovna turneja | 22.2.2010 - 15.12.2010  | 38                 | 25             |
| Feel it all Svetovna turneja   | 6.3.2015 - 10.11.2015   | 56                 | 19             |
| Dream Machine Svetovna turneja | 12.3.2017 -             |                    |                |

## Nagrade
Od izdaje singla Durch den Monsun, leta 2005, so Tokio Hotel prejeli več kot 110 nagrad v različnih kategorijah po celem svetu. 
- 2005
  - Bambi v kategoriji Pop national
  - Comet v kategoriji Bester Newcomer sowie Super-Comet
  - Eins Live Krone v kategorijiBester Newcomer
  - Goldene Schallplatte: 1× zlata za Durch den Monsun
  - Goldene Schallplatte: 1× zlata za Schrei
  - Goldene Schallplatte: 1× platinasta za Durch den Monsun
- 2006
  - World Music Award v kategoriji Best Selling German Act
  - Echo v kategoriji Beste Newcomer
  - Steiger-Award v kategoriji Beste Newcomer
  - Bravo Otto in Gold v kategoriji Beste Rockband
  - Bild Osgar v kategoriji Musik
  - Goldene Schallplatte: 3× zlata in 1× platinasta za Schrei
  - Goldene Schallplatte: 3× zlata in 2× platinasta za Leb die Sekunde: Behind the Scenes
  - Goldene Schallplatte: 1× zlata za Schrei
  - Goldene Stimmgabel v kategoriji erfolgreichste Gruppe Pop sowie Shooting Star
  - Eins Live Krone v kategoriji Bester Live-Act
- 2007
  - European Border Breakers Award
  - Berliner Bär v kategoriji Rock
  - Goldene Schallplatte za Schrei
  - Rock-Neuentdeckung des Jahres 2006
  - Echo v kategoriji Bestes Video (Der Letzte Tag)
  - Bravo Otto in Gold v kategoriji Beste Rockband
  - Comet v kategoriji Super-Comet, Beste Band in Bestes Video (Der letzte Tag)
  - Goldene Stimmgabel v kategoriji Gruppe Rock international
  - TMF Awards 2007 v kategoriji Best Album (Scream), Best Pop in Best New Artist
  - MTV Europe Music Award v kategoriji Inter Act
  - Nickelodeon Kid's Choice Awards v kategoriji Best Band
- 2008
  - Diamantene Schallplatte za Zimmer483 - Live in Europe DVD
  - Goldene Schallplatte za Scream (Španija)
  - NRJ Music Award v kategoriji Best International Band
  - Goldene Kamera v kategoriji Beste Musik National
  - Echo v kategoriji Bestes Video (Spring nicht)
  - Emma v kategoriji Bester ausländischer Künstler
  - Bravo Otto in Silber v kategoriji Beste Rockband
  - TRL Awards v kategoriji Best number one of the year
  - TRL Awards v kategoriji Best Band
  - Comet v kategorijah Beste Band, Bestes Video (An deiner Seite), Bester Liveact in Super-Comet
  - VMA v kategoriji Best New Artist
  - MTV EMA v kategoriji Headlliner
  - TMF Awards v kategorijah Best Male Artist International, Best Video International
  - MTV Latin America Awards v kategoriji Song of the year
  - MTV Latin America Awards v kategoriji Best New Artist-International
- 2009
  - Comet v kategoriji Bester Online-Star
  - Bravo Otto v kategoriji Superband, Golden Otto
  - MTV Italy 2009 TRL Awards v kategoriji Artist Of The Year
  - Bavarian music Lion v kategoriji Export hit of Germany
  - Audi generation award v kategoriji International award
  - VMA v kategoriji Best rock video
  - Mtv Eu music awards v kategoriji best group
  - Telehit awards v kategoriji Best international Rock band

- 2010

| Kategorija:                                    | Nagrada:                          |
| ---------------------------------------------- | --------------------------------- |
| Band of the year                               | Golden penguin (Avstrija)         |
| Album of the year                              | Golden penguin (Avstrija)         |
| Band of the year                               | Bravoora awards (Poljska)         |
| Best international artist                      | Emma Gala awards (Finska)         |
| Walk of Fame                                   | König - Pilsener Awards (Nemčija) |
| Best international band                        | Radio Regenbogen awards (Nemčija) |
| Favorite music star                            | Kids choice awards (Nemčija)      |
| Best live act                                  | Comet (Nemčija)                   |
| Foreign Song of the year -World behind my wall | Rockbjörnen awards (Švedska)      |
| Concert of the year                            | Rockbjörnen awards (Švedska)      |
| Best world stage performance                   | MTV EU Music awards (Španija)     |
| Best group video                               | VMA                               |
| Best band national                             | CMA awards                        |
| Best single national - World behind my wall    | CMA awards                        |

- 2011

| Kategorija:                  | Nagrada:                  |
| ---------------------------- | ------------------------- |
| Band of the year             | Bravoora awards (Poljska) |
| Star of the 20th anniversary | Bravoora awards (Poljska) |
| Best fan army                | Mtv O awards (ZDA)        |
| Best rock video              | Mtv VMA Japan             |
| Best fan club: aliens        | 2Musica Awards            |
| Fashion icon : Bill Kaulitz  | 2Musica Awards            |
| Best videography             | 2Musica Awards            |
| Best artist in A versus      | 2Musica Awards            |
| Best Fan army                | MTV o music awards (ZDA)  |
| Best Peta AD                 | Peta 6th Libby awards     |
| Best rock artist             | 2Musica Awards            |

- 2012

| Kategorija:                      | Nagrada:                      |
| -------------------------------- | ----------------------------- |
| Super band                       | Bravo OTTO                    |
| Mister Winter 2012: Bill Kaulitz | Star planet awards (Francija) |
| MMA Champions                    | Musical March madness         |
| Hottest rocker boys              | Q102's Online competition     |
| Best fan army: aliens            | 2Musica awards                |
| Best artist in A versus          | 2Musica awards                |
| Best fan army                    | MTV O music awards (ZDA)      |
| Battle of the boy bands          | MTV Latin music awards        |

- 2013

| Kategorija:   | Nagrada:                 |
| ------------- | ------------------------ |
| Best fan army | MTV O music awards (ZDA) |
| Biggest fans  | MTV Europe music awards  |

- 2014

| Kategorija:                            | Nagrada:                      |
| -------------------------------------- | ----------------------------- |
| Album of the year: Kings of suburbia   | Music daily awards(Madžarska) |
| Band of the year                       | Music daily awards(Madžarska) |
| Best fan army :aliens                  | Music daily awards(Madžarska) |
| Video of the year : Lwlyb              | Music daily awards(Madžarska) |
| Best international band                | Love Radio awards (Rusija)    |
| Omg of the year : Tokio Hotel comeback | Love Radio awards (Rusija)    |